# 瓦尔特·察普

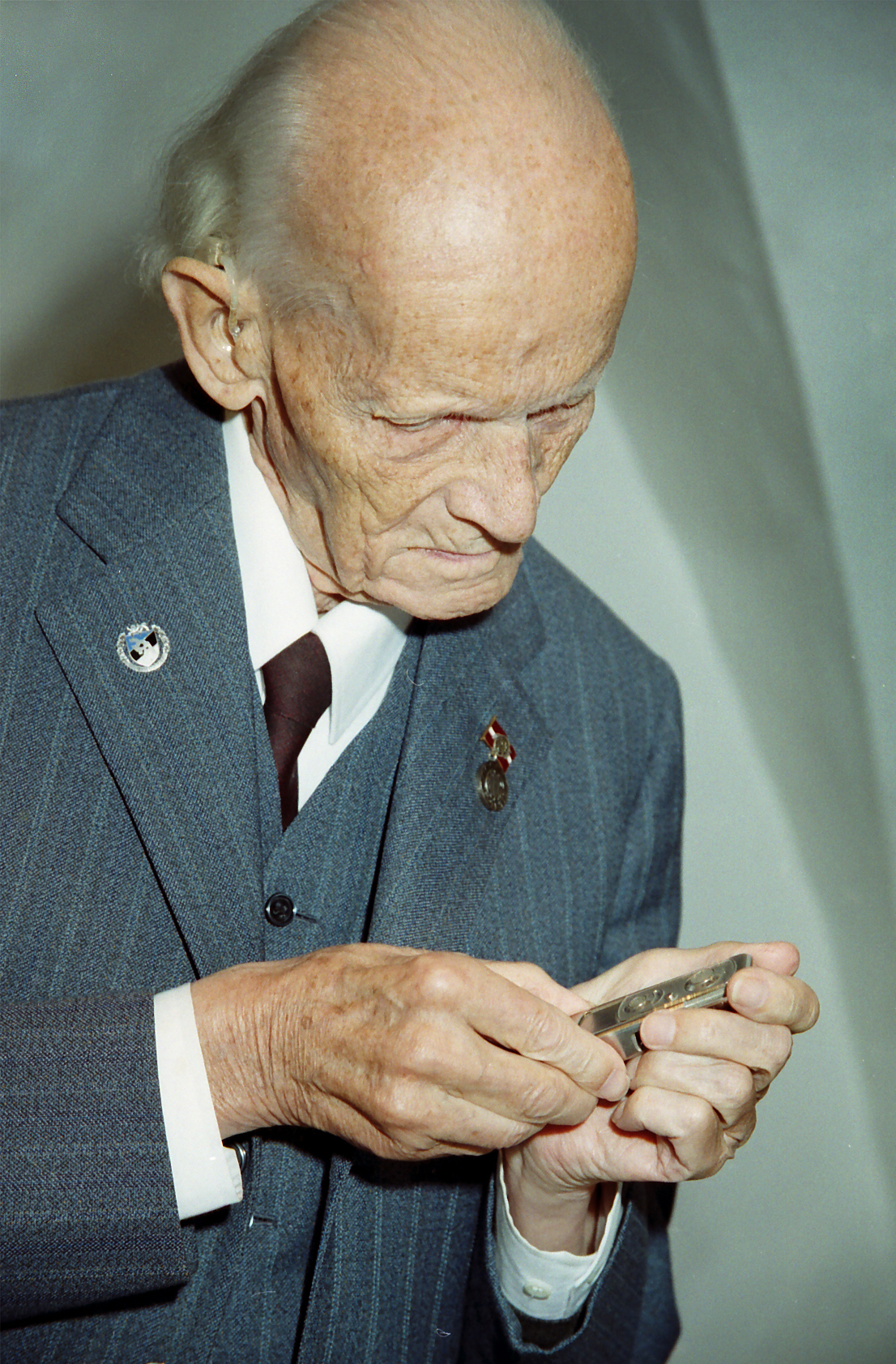
瓦尔特·察普

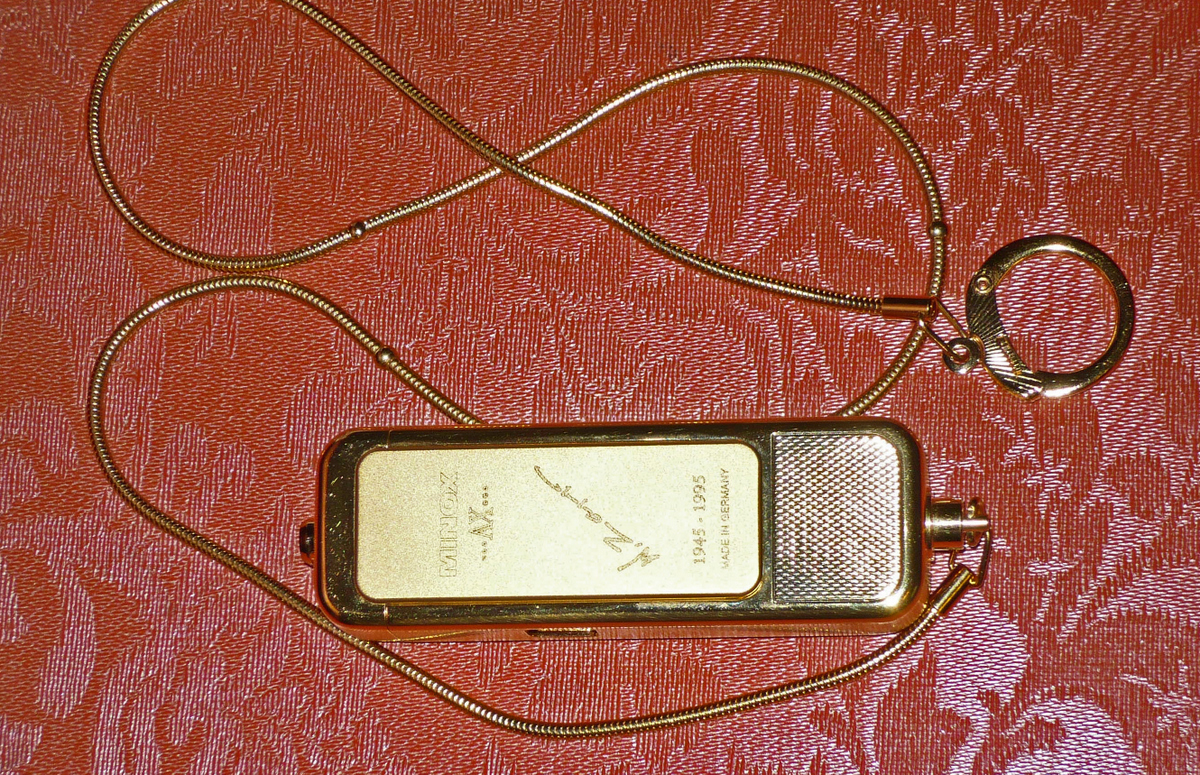
瓦尔特·察普署名限量版 MINOX AX GOLD II

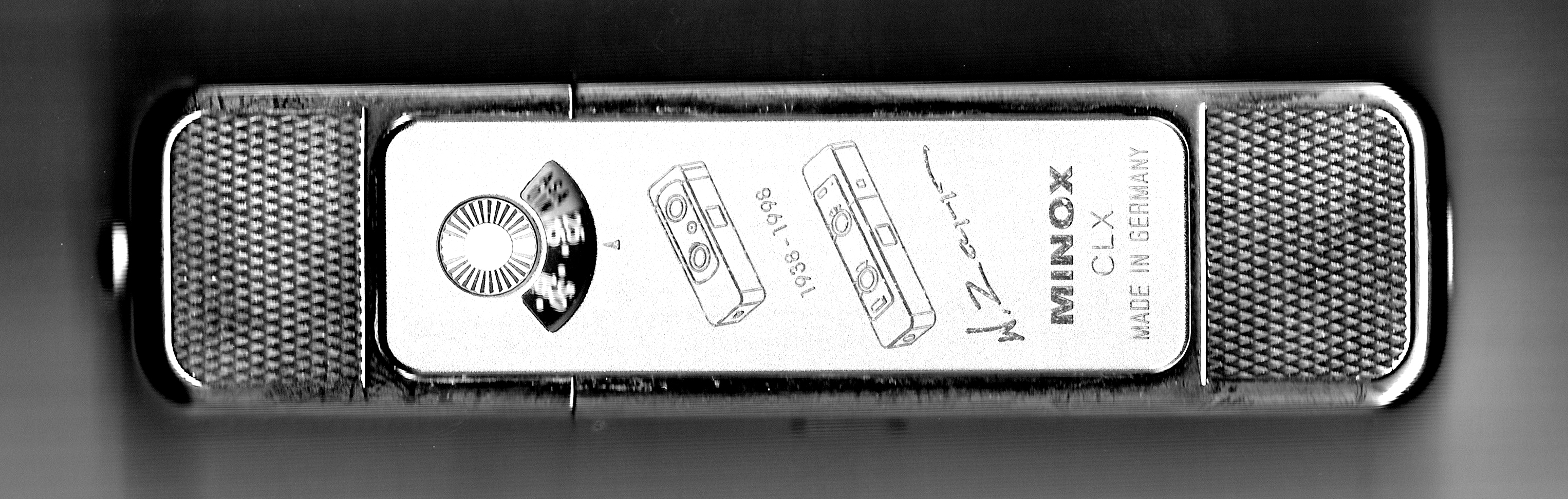
瓦尔特·察普署名限量版 MINOX CLX 微型相机

瓦尔特·察普（Walter Zapp，拉脫維亞語：Valters Caps；1905年9月4日—2003年7月17日）.德国照相机设计家，密诺斯微型相机的发明人。1905年出生于拉脱维亚首都里加市一个波罗的海德国人商家.
1921年察普移居爱沙尼亚塔林市，设计中幅相机、放大机。
1933年德国人富里子·卡夫坦斯基发明了世界上最早的微型相机"微型反光相机(MINIFLEX)",但外形是缩小的照相机.
1934年察普开始有设想一个大小可以握在掌中,而外形又不是缩小尺寸的一般照相机；他用木头造了一块模型，长12.5毫米、宽28毫米、高7.5毫米；后来的密诺斯相机的外形都很像这块木模型。
1935年设计图纸基本完成，有以下特点：库克三片式镜头藏身机内，最高1/1000秒镜前快门，推拉式进片、上快门法条,世界上第一部备有校正视差的取景器,
双卡胶卷可拍一百张6.5x9毫米底像。相机取名MINOX密诺斯，拉丁语字根“min”有“微型”、“微小”等含义。
1936年察普在爱沙尼亚塔林市造出第一部密诺斯微型相机原型(Ur-Minox),并成功地拍摄了风景、肖像。
1938年察普创造的密诺斯相机获得英国专利。
1938-1943年由里加市的维福（VEF）公司生产。这是拉脱维亚的著名的不锈钢外壳 里加密诺斯。像幅由原定6.5x9毫米增加为8x11毫米，双卡胶卷可拍五十张像片。察普也设计了专为密诺斯相机用的放大机、日光底片冲洗罐，由维福公司生产。
1944  因二战密诺斯停产。
1945年，察普回德国韦茨拉尔市（WETZLAR）和合伙人创建密诺斯厂（Minox GmbH）
1948年密诺斯A微型相机投产。机身由里加密诺斯不锈钢外壳改为表面经过氧化处理的铝金属外壳。镜头特聘原恩斯特·莱兹光学公厂光学设计家阿瑟·塞伯特设计，先是五片式，后改为四片三组天塞式透镜，15mm/f3.5，整单元对焦，像场特意略微弯曲以提高解像力，名为康普兰（COMPLAN）透镜。随后察普又从新设计了密诺斯放大机I型、II型和新的密诺斯日光底片冲洗罐。
1950年察普与合伙人意见不合，离密诺斯厂，移居瑞士。
1990年察普从新为密诺斯厂设计密诺斯T8微型望远镜.
2003年察普在瑞士巴塞尔省宾宁根逝世.